# 新伍Niタッチ!
『新伍Niタッチ!』（しんごにタッチ）は、1991年4月7日から1992年9月27日まで、毎日放送の制作により、TBS系列局ほかで放送されていた情報バラエティ番組である。放送時間は毎週日曜 13:00 - 13:54（JST）。毎日放送千里丘放送センターのスタジオから生放送されていた。

## 概要
司会の山城新伍が、その他のレギュラー陣やゲストともに1週間に起きた出来事（主に芸能や社会問題や政治など）に対し言いたい放題に語っていた番組である。
電話回線を使用した会員制アンケート「ジャッジ君」や、ゲストを交えてのトークなど様々な企画を実施していた。
番組名は当時直前の時間に放送された『アッコにおまかせ!』を受けてのものだと、『アッコにおまかせ!』に山城本人がゲスト出演した際に語っている。
番組のスタジオセットには、制作局である毎日放送(MBS)をはじめネット受けを行っているJNN系列局の社名のロゴが描かれていた。
本番組の終了をもって、『ヤングおー!おー!』以来続いた当時間帯における毎日放送制作の全国ネット番組は廃枠となり、以降の同時間帯の番組はローカル枠となった。TBS（と一部系列局）では「噂の!東京マガジン」がこの枠に移動、BS-TBSに移籍するまで約29年間放送された。

## 出演者

### 司会
- 山城新伍

### アシスタント
- 高井美紀（放送期間中はMBSアナウンサー）

### パネラー
- 横山ノック
- 桂ざこば
- 月亭八方
- 田中康夫

## スタッフ
- プロデューサー：田中文夫
- 製作著作：毎日放送

## 主題歌

### オープニングテーマ
- SWEET TOUCH （作詞：PANDORA、作曲・編曲：神林早人、歌：PANDORA）

### エンディングテーマ
- 夏の海で待ってる（作詞：西脇唯、作曲・編曲：渡辺信平、歌：渡辺信平）

## ネット局
| 放送対象地域   | 放送局                      | 系列           | 備考                   |
| -------------- | --------------------------- | -------------- | ---------------------- |
| 近畿広域圏     | 毎日放送（MBS）             | TBS系列        | 制作局                 |
| 関東広域圏     | 東京放送（TBS）             | TBS系列        | 現・TBSテレビ          |
| 北海道         | 北海道放送（HBC）           | TBS系列        |                        |
| 青森県         | 青森テレビ（ATV）           | TBS系列        |                        |
| 岩手県         | 岩手放送（IBC）             | TBS系列        | 現・IBC岩手放送        |
| 宮城県         | 東北放送（TBC）             | TBS系列        |                        |
| 山形県         | テレビユー山形（TUY）       | TBS系列        |                        |
| 福島県         | テレビユー福島（TUF）       | TBS系列        |                        |
| 山梨県         | テレビ山梨（UTY）           | TBS系列        |                        |
| 長野県         | 信越放送（SBC）             | TBS系列        |                        |
| 新潟県         | 新潟放送（BSN）             | TBS系列        |                        |
| 静岡県         | 静岡放送（SBS）             | TBS系列        |                        |
| 中京広域圏     | 中部日本放送（CBC）         | TBS系列        | 現・CBCテレビ          |
| 富山県         | テレビユー富山（TUT）       | TBS系列        | 現・チューリップテレビ |
| 石川県         | 北陸放送（MRO）             | TBS系列        |                        |
| 福井県         | 福井テレビジョン放送（FTB） | フジテレビ系列 |                        |
| 岡山県・香川県 | 山陽放送（RSK）             | TBS系列        | 現・RSK山陽放送        |
| 鳥取県・島根県 | 山陰放送（BSS）             | TBS系列        |                        |
| 広島県         | 中国放送（RCC）             | TBS系列        |                        |
| 山口県         | テレビ山口（tys）           | TBS系列        |                        |
| 高知県         | テレビ高知（KUTV）          | TBS系列        |                        |
| 福岡県         | RKB毎日放送（RKB）          | TBS系列        |                        |
| 長崎県         | 長崎放送（NBC）             | TBS系列        |                        |
| 熊本県         | 熊本放送（RKK）             | TBS系列        |                        |
| 大分県         | 大分放送（OBS）             | TBS系列        |                        |
| 宮崎県         | 宮崎放送（MRT）             | TBS系列        |                        |
| 鹿児島県       | 南日本放送（MBC）           | TBS系列        |                        |
| 沖縄県         | 琉球放送（RBC）             | TBS系列        |                        |

愛媛県の伊予テレビ（ITV・現：あいテレビ）では、開局前のサービス放送期間中に最終回のみの放送となった。
| 毎日放送 日曜13:00 - 13:54枠 | 毎日放送 日曜13:00 - 13:54枠                           | 毎日放送 日曜13:00 - 13:54枠                                              |
| 前番組                       | 番組名                                                 | 次番組                                                                    |
| ---------------------------- | ------------------------------------------------------ | ------------------------------------------------------------------------- |
| サンデーピアス               | 新伍Niタッチ! 【本番組まで自社制作の全国ネット枠】     | 幸せヤッホー! 【同番組から関西ローカル】                                  |
| TBS 日曜13:00 - 13:54枠      |                                                        |                                                                           |
| サンデーピアス               | 新伍Niタッチ! 【本番組まで毎日放送制作の全国ネット枠】 | 噂の!東京マガジン 【同番組からTBS自社制作、 日曜10:00 - 10:54枠から移動】 |